# Angiesser
Angiesser, auch Zimenter oder Metzenleiher ist ein historischer Amtstitel. 
Angiesser waren städtische oder landesfürstliche Eichorgane (Zimentierungsbeamte), denen die regelmäßige Aufsicht über alle zum öffentlichen Ausschank bestimmten Gefäße oblag.